# Thiên hà vệ tinh của Ngân Hà
Ngân Hà có một số nhỏ các thiên hà hấp dẫn gắn liền với nó, một phần của Ngân Hà, và là một phần của cụm thiên hà địa phương, Nhóm Địa phương.
Có 59 thiên hà nhỏ được xác nhận nằm trong phạm vi 420 kilôparsec (1,4 triệu năm ánh sáng) của Dải Ngân hà, nhưng không phải tất cả chúng đều nằm trên quỹ đạo và một số có thể nằm trong quỹ đạo của các thiên hà vệ tinh khác. Những thiên hà có thể nhìn thấy bằng mắt thường là các Đám Mây Magellan Lớn và Đám Mây Magellan Nhỏ, vốn đã được quan sát từ thời tiền sử. Các phép đo với Kính viễn vọng Không gian Hubble năm 2006 cho thấy Đám mây Magellan có thể di chuyển quá nhanh để quay quanh Dải Ngân hà. Trong số các thiên hà được xác nhận là có quỹ đạo, lớn nhất là Thiên hà hình elip lùn Sagittarius, có đường kính 2,6 kilôparsec (8.500 ly) hoặc khoảng một phần hai mươi của Dải Ngân Hà.

## Đặc điểm
Các thiên hà vệ tinh quay quanh từ 1.000 ly (310 pc) của rìa đĩa của Dải Ngân hà đến rìa của vầng sáng vật chất tối của Dải Ngân hà ở 980×103 ly (300 kpc) từ tâm thiên hà, thường cạn khí hydro so với những quỹ đạo ở xa hơn. Điều này là do sự tương tác của chúng với quầng khí nóng dày đặc của Dải Ngân Hà đã tước khí lạnh từ các vệ tinh. Vệ tinh ở xa khu vực đó vẫn giữ được lượng khí khổng lồ.

## Danh sách
Các thiên hà vệ tinh của Dải Ngân Hà bao gồm các phần sau:
| Tên                       | Đường kính (kpc) | Khoảng cách (kpc) | Cấp sao tuyệt đối | Loại      | Phát hiện    |
| ------------------------- | ---------------- | ----------------- | ----------------- | --------- | ------------ |
| Large Magellanic Cloud    | 4                | 48.5              | −18.1             | SBm       | thời tiền sử |
| Antlia 2                  | 2.9              | 130               | −8.5              | ?         | 2018         |
| Sagittarius Dwarf         | 2.6              | 20                | −13.5             | E         | 1994         |
| Crater II                 | 2.2              | 117.5             | −8.2              | dSph      | 2016         |
| Small Magellanic Cloud    | 2                | 61                | −16.8             | Irr       | thời tiền sử |
| Canes Venatici I          | 2                | 220               | −8.6              | dSph      | 2006         |
| Canis Major Dwarf         | 1.5              | 8                 | -                 | Irr       | 2003         |
| Boötes III                | 1.0              | 46                | -                 | dSph?     | 2009         |
| Sculptor Dwarf            | 0.8              | 90                | −11.1             | dE3       | 1937         |
| Draco Dwarf               | 0.7              | 80                | −8.8              | dE0       | 1954         |
| Hercules                  | 0.7              | 135               | −6.6              | dSph      | 2006         |
| Leo II                    | 0.7              | 210               | −9.8              | dE0       | 1950         |
| Fornax Dwarf              | 0.6              | 140               | −13.4             | dE2       | 1938         |
| Eridanus II               | 0.55             | 366               | −7.1              | dSph      | 2015         |
| Sextans Dwarf Spheroidal  | 0.5              | 90                | −9.3              | dE3       | 1990         |
| Carina Dwarf Spheroidal   | 0.5              | 100               | −9.1              | dE3       | 1977         |
| Leo I                     | 0.5              | 250               | −12.0             | dE3       | 1950         |
| Ursa Minor Dwarf          | 0.4              | 60                | −8.8              | dE4       | 1954         |
| Indus II                  | 0.36             | 214               | −4.3              | dSph?     | 2015         |
| Leo T                     | 0.34             | 420               | −8.0              | dSph/dIrr | 2006         |
| Aquarius II               | 0.32             | 108               | −4.2              | dSph      | 2016         |
| Boötes I                  | 0.30             | 60                | −6.3              | dSph      | 2006         |
| Canes Venatici II         | 0.30             | 155               | −4.9              | dSph      | 2006         |
| Leo IV                    | 0.30             | 160               | −5.8              | dSph      | 2006         |
| Tucana IV                 | 0.25             | 48                | −3.5              | dSph      | 2015         |
| Columba I                 | 0.21             | 182               | −4.5              | dSph      | 2015         |
| Ursa Major II Dwarf       | 0.20             | 30                | -                 | dG D      | 2006         |
| Grus II                   | 0.19             | 53                | −3.9              | dSph      | 2015         |
| Cetus III                 | 0.18             | 251               | −2.4              | dSph?     | 2017         |
| Coma Berenices            | 0.14             | 42                | −4.1              | dSph      | 2006         |
| Hydra II                  | 0.14             | 128               | −4.8              | dSph      | 2015         |
| Reticulum III             | 0.13             | 92                | −3.3              | dSph      | 2015         |
| Pisces II                 | 0.12             | 180               | −5.0              | dSph      | 2010         |
| Pegasus III               | 0.11             | 215               | −3.4              | dSph      | 2015         |
| Hydrus I                  | 0.10             | 28                | −4.7              | dSph      | 2018         |
| Boötes II                 | 0.10             | 42                | −2.7              | dSph      | 2007         |
| Tucana III                | 0.09             | 25                | −2.4              | dSph      | 2015         |
| Virgo                     | 0.09             | 91                | −0.3              | dSph?     | 2016         |
| Horologium II             | 0.09             | 78                | −2.6              | dSph      | 2015         |
| Sagittarius II            | 0.08             | 67                | −5.2              | dSph      | 2015         |
| Leo V                     | 0.08             | 180               | −5.2              | dSph      | 2007         |
| Triangulum II             | 0.07             | 30                | −1.8              | dSph      | 2015         |
| Segue 2                   | 0.07             | 35                | −2.5              | dSph      | 2007         |
| Segue 1                   | 0.06             | 23                | −1.5              | dSph      | 2007         |
| Draco II                  | 0.04             | 20                | −2.9              | dSph      | 2015         |
| Tucana V                  | 0.03             | 55                | −1.6              | dSph      | 2015         |
| Cetus II                  | 0.03             | 30                | 0.0               | dSph?     | 2015         |
| Reticulum II              | -                | 30                | −3.6              | dSph      | 2015         |
| Tucana II                 | -                | 70                | −3.9              | dSph      | 2015         |
| Pisces I                  | -                | 80                | -                 | dSph?     | 2009         |
| DES                       | -                | 82                | -                 | GC        | 2016         |
| Eridanus III              | -                | 90                | −2.4              | dSph?     | 2015         |
| Horologium I              | -                | 100               | −3.5              | dSph?     | 2015         |
| Kim 2/Indus I             | -                | 100               | -                 | GC        | 2015         |
| Phoenix II                | -                | 100               | −3.7              | dSph?     | 2015         |
| Ursa Major I Dwarf        | -                | 100               | −5.5              | dG D      | 2005         |
| Pictoris                  | -                | 115               | −3.7              | dSph?     | 2015         |
| Grus I                    | -                | 120               | −3.4              | dSph      | 2015         |
| Carina II (dwarf galaxy)  | 0.182            | 36                | −4.5              | dSph      | 2018         |
| Carina III (dwarf galaxy) | 0.06             | 28                | −2.4              | GC?       | 2018         |

## Dòng
Thiên hà hình cầu lùn Sagittarius hiện đang trong quá trình bị Ngân Hà hấp thụ và dự kiến sẽ đi qua nó trong vòng 100 triệu năm tới. Dòng sao Sagittarius là một dòng của các ngôi sao trong quỹ đạo cực xung quanh Ngân Hà từ Sagittarius. Dòng sao Xử Nữ Stellar là một dòng của các ngôi sao được cho là đã từng là một thiên hà lùn quay quanh nhưng đã hoàn toàn bị căng phồng bởi lực hấp dẫn của Dải Ngân Hà.